# Barleux
Barleux és un municipi francès situat al departament del Somme i a la regió dels Alts de França. L'any 2007 tenia 290 habitants.

## Demografia

### Població
El 2007 la població de fet de Barleux era de 290 persones. Hi havia 126 famílies de les quals 42 eren unipersonals (21 homes vivint sols i 21 dones vivint soles), 42 parelles sense fills, 38 parelles amb fills i 4 famílies monoparentals amb fills.
La població ha evolucionat segons el següent gràfic:
Habitants censats

### Habitatges

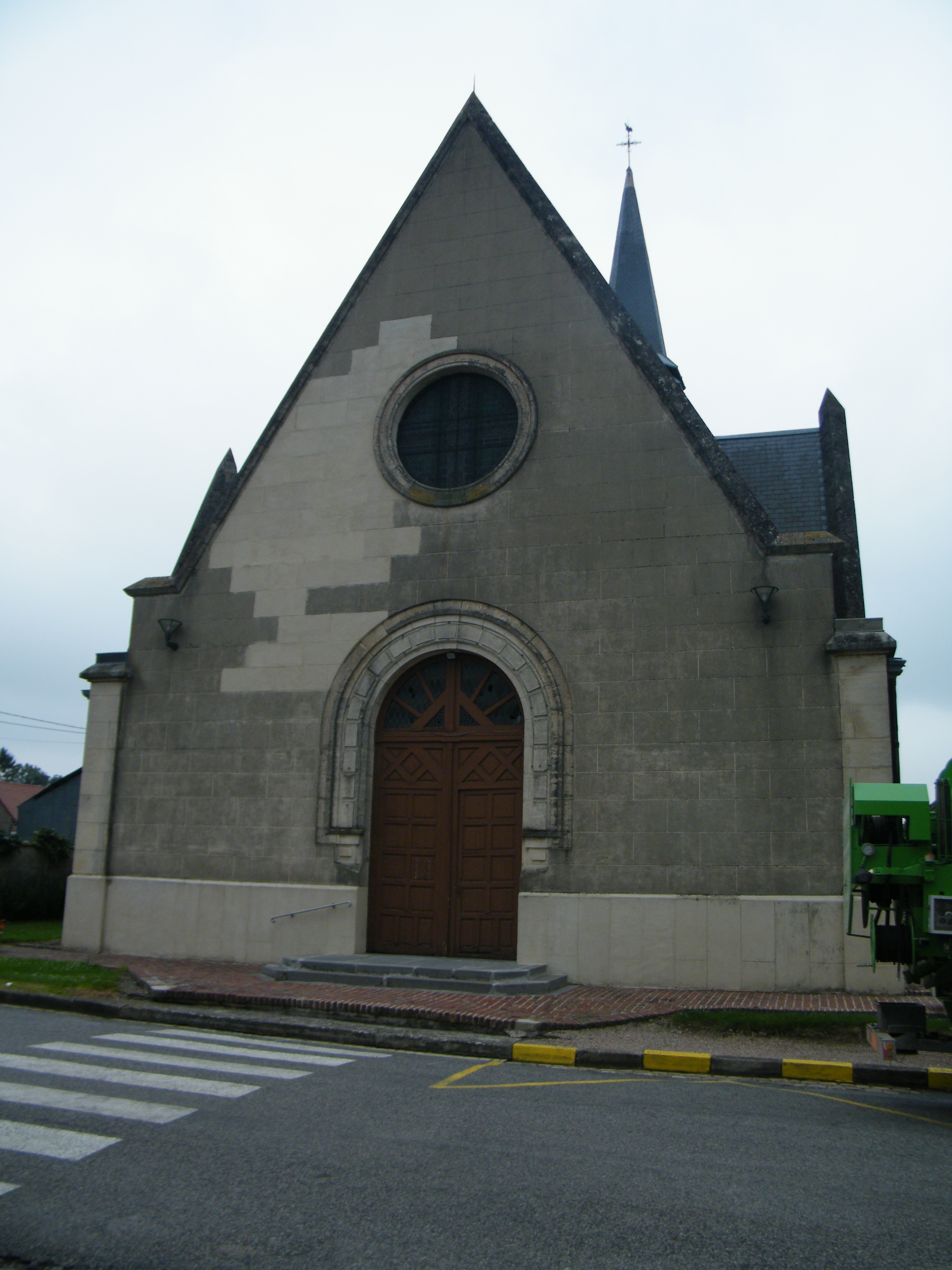

El 2007 hi havia 143 habitatges, 132 eren l'habitatge principal de la família i 10 estaven desocupats. 124 eren cases i 18 eren apartaments. Dels 132 habitatges principals, 87 estaven ocupats pels seus propietaris, 42 estaven llogats i ocupats pels llogaters i 3 estaven cedits a títol gratuït; 7 tenien una cambra, 3 en tenien dues, 21 en tenien tres, 36 en tenien quatre i 65 en tenien cinc o més. 112 habitatges disposaven pel capbaix d'una plaça de pàrquing. A 65 habitatges hi havia un automòbil i a 55 n'hi havia dos o més.

### Piràmide de població

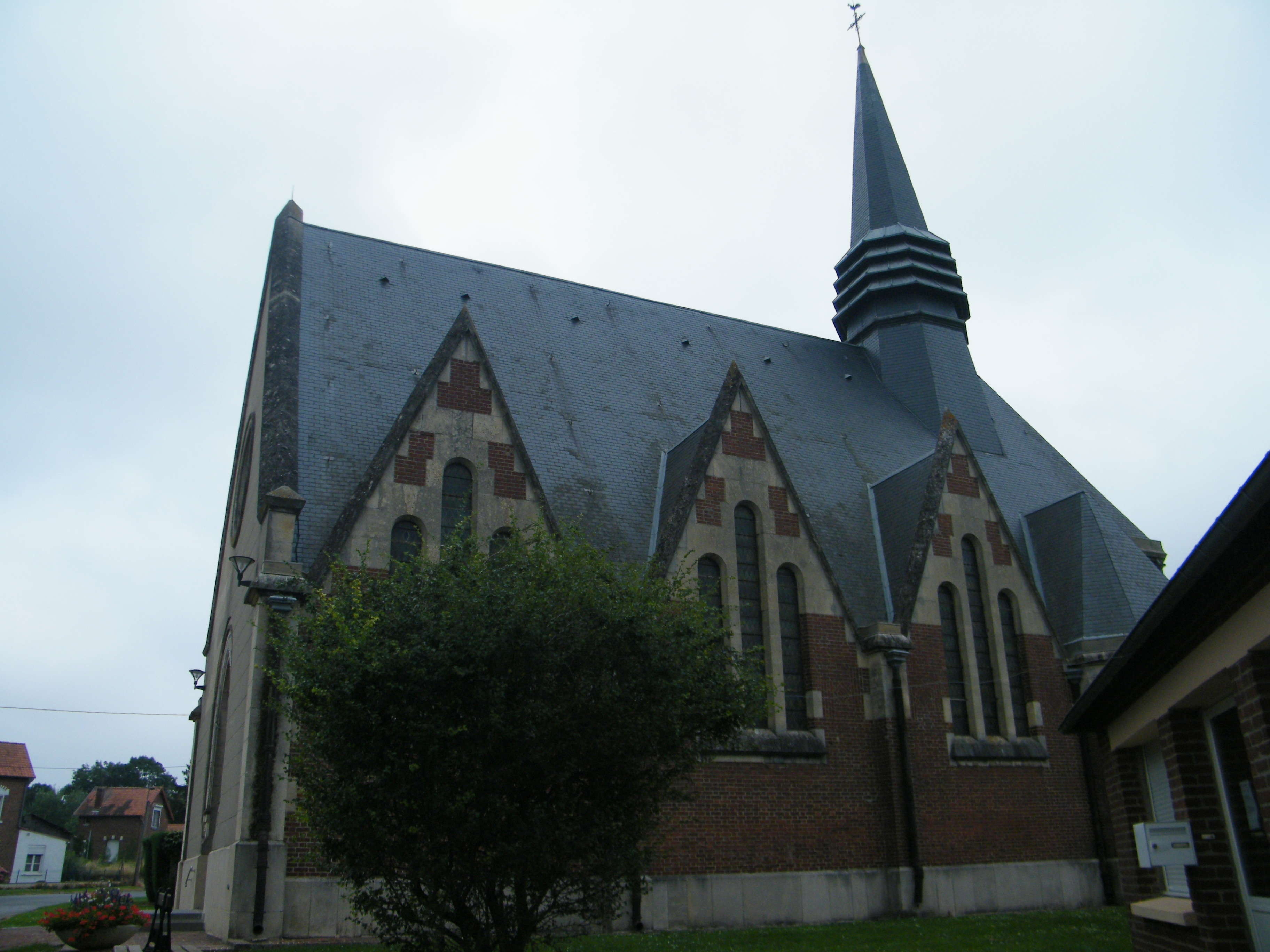

La piràmide de població per edats i sexe el 2009 era:
| Homes | Edats   | Dones |
| ----- | ------- | ----- |
| 0     | 95 o +  | 0     |
| 0     | 90 a 94 | 0     |
| 4     | 85 a 89 | 0     |
| 0     | 80 a 84 | 4     |
| 12    | 75 a 79 | 12    |
| 8     | 70 a 74 | 8     |
| 4     | 65 a 69 | 4     |
| 4     | 60 a 64 | 4     |
| 0     | 55 a 59 | 0     |
| 8     | 50 a 54 | 4     |
| 12    | 45 a 49 | 12    |
| 20    | 40 a 44 | 24    |
| 8     | 35 a 39 | 8     |
| 8     | 30 a 34 | 16    |
| 16    | 25 a 29 | 4     |
| 4     | 20 a 24 | 8     |
| 16    | 15 a 19 | 8     |
| 8     | 10 a 14 | 16    |
| 12    | 5 a 9   | 16    |
| 4     | 0 a 4   | 4     |

## Economia

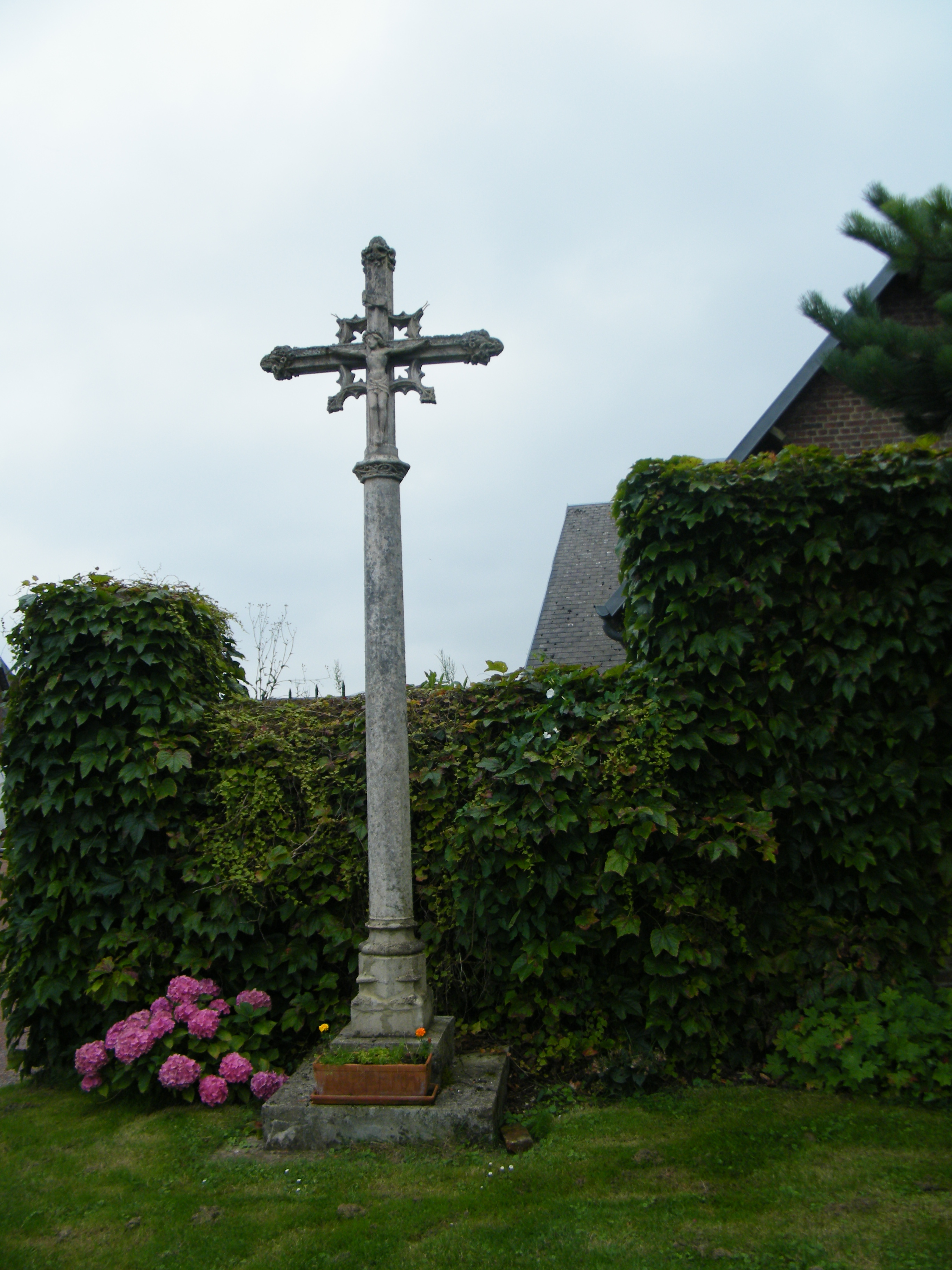

El 2007 la població en edat de treballar era de 200 persones, 147 eren actives i 53 eren inactives. De les 147 persones actives 134 estaven ocupades (67 homes i 67 dones) i 13 estaven aturades (7 homes i 6 dones). De les 53 persones inactives 18 estaven jubilades, 20 estaven estudiant i 15 estaven classificades com a «altres inactius».

### Ingressos

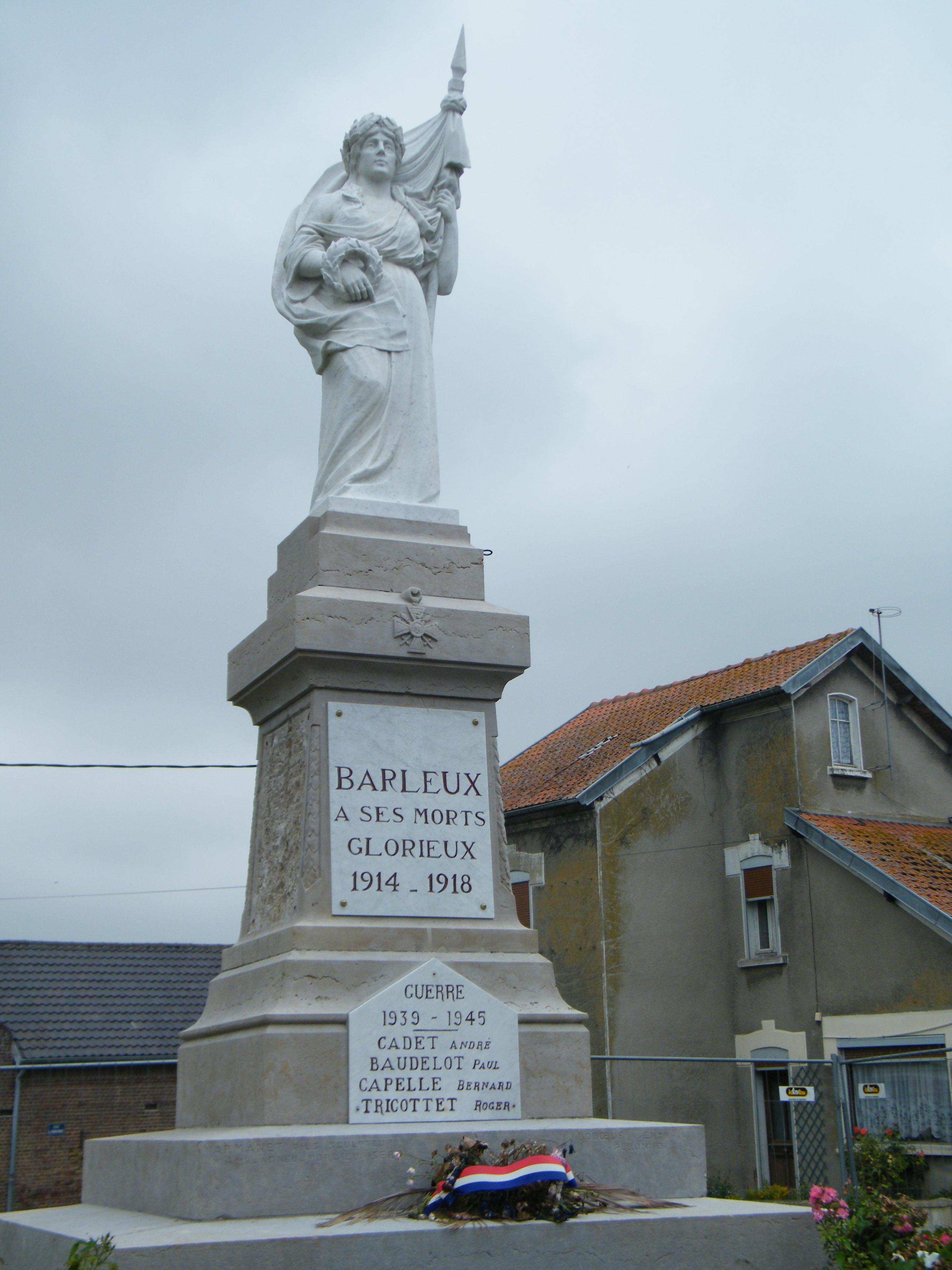

El 2009 a Barleux hi havia 123 unitats fiscals que integraven 283 persones, la mediana anual d'ingressos fiscals per persona era de 15.141 €.

### Activitats econòmiques
Dels 8 establiments que hi havia el 2007, 1 era d'una empresa extractiva, 1 d'una empresa de fabricació d'altres productes industrials, 1 d'una empresa de construcció, 4 d'empreses de comerç i reparació d'automòbils i 1 d'una empresa de transport.
Dels 2 establiments de servei als particulars que hi havia el 2009, 1 era un taller de reparació d'automòbils i de material agrícola i 1 lampisteria.
L'únic establiment comercial que hi havia el 2009 era una carnisseria.
L'any 2000 a Barleux hi havia 12 explotacions agrícoles.

## Equipaments sanitaris i escolars
El 2009 hi havia una escola elemental integrada dins d'un grup escolar amb les comunes properes formant una escola dispersa.

## Poblacions més properes
El següent diagrama mostra les poblacions més properes.